# Compagni (Doctor Who)
Nella serie televisiva Doctor Who il termine compagni viene utilizzato per riferirsi ai personaggi che viaggiano o condividono delle avventure con il Dottore. Per la maggior parte della storia i compagni principali fungono da surrogato del pubblico, fornendo il mezzo con il quale gli spettatori vengono introdotti nella serie. Inoltre contribuiscono alla storia ponendo domande, finendo nei guai, oppure aiutando, salvando, assistendo e incoraggiando il Dottore. Il termine viene usato nella serie soprattutto dopo il revival del 2005; solitamente il Dottore preferisce chiamare i suoi compagni con i termini di “amici” e “assistenti”.

## Storia
Nei primi episodi di Doctor Who la struttura del programma era differente da quella eroe-e-spalla che sarebbe stata stabilita successivamente. Inizialmente la figura del Dottore era molto misteriosa, con incertezze sulle sue reali abilità e motivazioni; i veri protagonisti erano gli insegnanti Ian Chesterton e Barbara Wright, rappresentati gli spettatori nelle storie ambientate sulla Terra e su mondi alieni con in particolare Ian che spesso ricopriva il ruolo dell’eroe. Il quarto personaggio presente era Susan, giovane nipote del Dottore (presentata inizialmente come “ragazza extraterrestre”), che sarebbe dovuta essere una figura identificativa per il pubblico più giovane.
Carole Ann Ford, attrice che interpretava Susan, non approvò la mancata evoluzione del suo personaggio e pertanto decise di lasciare la serie nella seconda stagione: Susan venne quindi sposata con un combattente per la libertà e rimase indietro durante uno dei viaggi per ricostruire una Terra devastata dai Dalek. I produttori sostituirono il personaggio con un'altra ragazza, Vicki; allo stesso modo, dopo l’abbandono di Ian e Barbara, il ruolo di “eroe d’azione” venne preso dall’astronauta Steven Taylor. Tale formazione del gruppo del Dottore -un ragazzo eroico e una giovane affascinante - divenne parte integrante del programma fino agli Anni 60.
Quando il programma assunse i colori negli Anni 70, cambiò anche il formato: il Dottore divenne legato alla Terra e i suoi compagni derivati dalla sua affiliazione l’organizzazione paramilitare UNIT. Il Terzo Dottore, più energico e attivo fisicamente dei suoi predecessori, rese superfluo il ruolo di “eroe d’azione” del compagno maschile. Nella settima stagione, il Dottore fu affiancato dalla scienziata Liz Shaw dal Brigadiere Lethbridge-Steward insieme a un altro personale della UNIT (come il sergente Benton). L’intellettuale Shaw venne sostituita da Jo Grant nella stagione seguente, e quando il programma tornò ad avere occasionali avventure nello spazio cambiò nuovamente formato: nonostante l’UNIT continuò a fornire la “home base” regolare per le storie ambientate sulla Terra, in quelle nello spazio e su altri pianeti il Dottore e Jo formarono un team definito da uno stretto legame personale. Tale schema, consistente nel Dottore affiancato da una sola compagna, divenne parte integrante del programma nel futuro discostandosi raramente da esso.
Il personaggio di Harry Sullivan venne creato dal team di produzione poiché ci si aspettava che il Quarto Dottore sarebbe stato interpretato da un attore più anziano che avrebbe avuto difficoltà a eguagliare l’energia del suo predecessore; il ruolo andò al quarantenne Tom Baker e il ruolo di Sullivan, non più richiesto per le parti di azione, fu rimosso dopo una stagione.
Nella sua ultima stagione il Quarto Dottore fu assistito da tre compagni (Adric, Tegan e Nyssa), così come il Quinto Dottore durante la diciannovesima stagione. Adric fu rimosso dalla serie con l’inusuale metodo dell’ “uccisione”. Con il Sesto Dottore, si tornò alla presenza di un unico compagno.
Con il reboot della serie del 2005, venne ripreso lo standard di una sola compagna seppur con l’occasionale presenza di altri accompagnatori a breve termine o ricorrenti. Eccezioni significative si trovano dalla quinta alla settima stagione, quando l’Undicesimo Dottore venne accompagnato da Amy Pond e Rory Williams, e nella decima stagione, quando il Dodicesimo Dottore viaggiò con Bill Potts e Nardole. Nell’undicesima stagione l’introduzione del Tredicesimo Dottore, primo femminile, coincise con il ritorno di tre compagni: Graham O’Brien, Ryan Sinclair e Yasmin Khan.

## Definizione
Sebbene il termine "compagni" sia stato designato per dei personaggi specifici dai produttori del programma e compaia nel materiale promozionale della BBC e nella terminologia fittizia fuori campo, non esiste una definizione formale che costituisca tale designazione. La definizione di chi è e non è un compagno diventa meno chiara nelle stagioni più recenti. Ad esempio, Stephen Brook nel blog Organgrinder del quotidiano Guardian ha definito Michelle Ryan come probabile prossima compagna, ma ha affermato che "non è più chiaro ciò che definisce un compagno di Doctor Who".
Durante le ultime incarnazioni del Dottore, i suoi compagni principali come Rose Tyler e Martha Jones hanno svolto un ruolo narrativo distinto, più significativo di altri viaggiatori del TARDIS meno importanti come Adam, Jack e Mickey. La stampa britannica si è riferita a Martha come "la prima compagna appartenente a una minoranza etnica nei 43 anni di storia televisiva di Doctor Who", nonostante la presenza di Mickey Smith nella stagione precedente durante la quale viaggiò nel TARDIS con il Dottore in diversi episodi. Allo stesso modo, ad alcuni personaggi che sembrano qualificarsi come compagni non è mai stato assegnato tale titolo, come nel caso di Canton Delaware, che ha assistito il Dottore per diverse settimane, ha viaggiato nel TARDIS ed è stato persino invitato ad assistere alla presunta morte dell'Undicesimo Dottore.
I titoli di apertura chiariscono leggermente questo punto; nelle prime due stagioni del programma rinnovato, l’unica attrice di supporto ad avere il nome nei crediti era Billie Piper, nelle stagioni successive sostituita da Freema Agyeman e Catherine Tate che sono accreditate in tutti gli episodi in cui appaiono. Nella terza stagione, John Barrowman ha il nome nei titoli di testa per il suo ritorno nello show; nella quarta stagione Piper, Agyeman, Tate ed Elisabeth Sladen sono accreditate nel cast principale per la loro ricomparsa. Noel Clarke riprende il suo ruolo per il finale della quarta stagione e, sebbene segnato come compagno insieme agli altri attori sul sito web della BBC Doctor Who, Clarke non è accreditato in questo modo nella serie. Ne La fine del tempo, John Simm riceve la fatturazione del titolo per il suo ruolo di antagonista come il Maestro, davanti a Bernard Cribbins nel ruolo del compagno Wilfred Mott.
I compagni della nuova serie hanno anche un mandato più flessibile rispetto ai loro predecessori classici: diversi precedenti compagni sono tornati nella serie dopo aver lasciato la compagnia ufficiale del Dottore, in particolare nel finale della quarta stagione La Terra rubata / La fine del viaggio (2008), che presenta il record di otto compagni presenti, passati e futuri; Donna si unisce a Rose, Martha, Jack, Sarah Jane e Mickey, mentre il passato compagno K9 e il futuro compagno Wilfred Mott fanno brevi apparizioni. Questa tendenza, oltre all'aumento di compagni da "un’avventura" come Astrid Peth e Jackson Lake, ha ulteriormente oscurato la questione di chi è e non è un compagno.

## Ruolo
I compagni del Dottore nel corso del tempo hanno assunto una grande quantità di ruoli - passeggeri involontari, assistenti (in particolare Liz Shaw), amici e compagni avventurieri; regolarmente si aggiungono nuovi compagni e se ne perdono vecchi: questi ultimi a volte tornano a casa, trovano nuovi scopi o amori durante uno dei viaggi in un altro mondo scegliendo di rimanerci. Alcuni compagni sono morti durante le loro avventure con il Dottore.
La maggior parte dei compagni viaggia nel TARDIS con il Dottore per più di un’avventura. A volte un personaggio guest assume un ruolo nella storia simile a quello di un compagno, come la fotografa Isobel Watkins, che interpreta un ruolo significativo in The Invasion (1968), o Lynda in Padroni dell’universo. Nel reboot della serie, alcuni personaggi guest hanno acquisito lo status di compagni come Mickey Smith, River Song, Wilfred Mott e Craig Owens.
Nonostante la maggior parte dei compagni del Dottore siano ragazze attraenti, il team di produzione del 1963-1989 ha mantenuto un tabù contro qualsiasi relazione romantica all’interno del TARDIS; ad esempio, a Peter Davison (interprete del Quinto Dottore) non fu permesso di mettere il braccio attorno alle spalle a Sarah Sutton (Nyssa) né a Janet Fielding (Tegan Jovanka). Tuttavia, ciò non ha impedito ai fan di speculare su possibili coinvolgimenti romantici, in particolare tra il Quarto Dottore e la Signora del Tempo Romana (i cui attori, Tom Baker e Lalla Ward, hanno condiviso una storia d'amore e un breve matrimonio). Il tabù fu infranto con alcune controversie nel film per la televisione del 1996, quando l'Ottavo Dottore venne mostrato mentre baciava la compagna Grace Holloway. La serie del 2005 ha spesso giocato sull’idea che molti personaggi credessero che il Nono Dottore e Rose Tyler avessero una relazione, con loro che negano fermamente ogni volta. Nel reboot del programma il Dottore ha baciato molte delle sue compagne e alcuni suoi compagni, tra cui Rose e Jack, sebbene non sempre in circostanze necessariamente romantiche. Nella seconda e terza stagione, il Decimo Dottore e Rose hanno un flirt significativo; quando i due sono forzatamente separati al termine della seconda stagione il Dottore fa di tutto per salutarla un’ultima volta, con Rose che in quella circostanza gli dice “ti amo”. Nonostante non si senta la risposta del Dottore, è altamente implicito che abbia risposto con “ti amo anch’io”. Donna Noble afferma di non volere alcuna relazione romantica con lui, difatti i due condividono un rapporto di ottima amicizia. Martha Jones, come Rose, sviluppa un interesse romantico per il Dottore che perònon viene ricambiato; Amy, d’altra parte, reagisce all’emozione delle avventure provate con lui cercando di sedurlo quasi aggressivamente nonostante sia alla vigilia del suo matrimonio con Rory. Nonostante qualche difficoltà, alla fine il Dottore riesce a farla ragionare. L’Undicesimo Dottore bacia romanticamente la figlia dei suoi compagni, River Song, che è anche una sua occasionale compagna di avventure, proponendole scherzosamente di sposarsi, cosa che avverrà poco dopo.
Alcuni compagni precedenti sono riapparsi nella serie. Il Brigadiere Lethbridge-Stewart si è riunito con le successive incarnazioni del Dottore. Lui e il sergente Benton sono apparsi inizialmente come personaggi ricorrenti, essendo apparsi con il Secondo Dottore, prima di iniziare la loro associazione a tempo pieno con il Terzo e il Quarto Dottore. Tegan Jovanka è stata la prima compagna a tempo pieno a separarsi dal Dottore e successivamente a tornare in sua compagnia a tempo pieno, sebbene la sua pausa dai viaggi fosse stata pianificata in anticipo.
La maggior parte delle riapparizioni dei compagni nella serie originale, tuttavia, erano per gli speciali per gli anniversari, entrambi caratterizzati anche da più Dottori. Una ex compagna, Sarah Jane Smith, insieme al cane robotico K-9, è apparsa rispettivamente in quattro e due episodi della serie reboot più di vent'anni dopo le loro ultime apparizioni nella storia del ventesimo anniversario I Cinque Dottori (1983). Il personaggio di Sarah Jane è stato anche protagonista di uno spin-off di Doctor Who, Le avventure di Sarah Jane, con K-9, proseguito fino alla morte della Sladen. Un altro compagno, il capitano Jack Harkness, è il personaggio principale del programma spin-off di fantascienza della BBC Torchwood. Non solo questi ex compagni hanno continuato a fare apparizioni in Doctor Who, ma a volte sono stati accompagnati da alcuni dei loro stessi compagni degli spin-off, inclusi i colleghi di Jack Gwen Cooper e Ianto Jones, e la “famiglia” di Sarah Jane, Mr. Smith, Luke Smith e K-9 Mark IV. Altri ex compagni sia dell'era classica che della serie reboot sono tornati come guest star negli spin-off, tra cui Martha Jones in Torchwood e il brigadiere Lethbridge-Stewart e Jo Grant ne Le Avventure di Sarah Jane. Anche K-9 Mark I ha ricevuto una propria serie, sebbene con una continuità indipendente.
Quando Doctor Who è tornato in televisione nel 2005, i compagni hanno svolto un ruolo leggermente diverso da prima, in parte a causa della forte attenzione dedicata al personaggio di Rose Tyler e ai personaggi a lei collegati. Ad esempio, sebbene Adam Mitchell fosse un compagno secondo la definizione standard, è apparso solo in due episodi ed è stato probabilmente una parte meno significativa della serie del 2005 rispetto al fidanzato di Rose, Mickey Smith, che non era tecnicamente un compagno ma è apparso in cinque episodi (o sei, inclusa una breve apparizione da bambino in Il padre di Rose). Mickey in seguito ha guadagnato lo status di compagno a tutti gli effetti quando ha viaggiato nel TARDIS nell'episodio del 2006 Una vecchia amica. In quell'episodio, Sarah Jane Smith si riferisce a Rose come "assistente" del Dottore, termine per il quale quest'ultimo si offende. Questo scambio di termini potrebbe essere considerato come l'indicazione del cambiamento di approccio della nuova serie al ruolo del compagno. Adam era anche molto meno significativo della madre di Rose, Jackie Tyler, che era un personaggio ricorrente che ha viaggiato nel TARDIS ma non è considerata una compagna.
Sarah Jane Smith è l'unica compagna dell'era classica ad aver viaggiato di nuovo con il Dottore nella serie reboot. Ha rifiutato l’invito a tornare a viaggiare in Una vecchia amica, ma successivamente ha incontrato il Dottore a bordo di una nave Dalek in La fine del viaggio e ha viaggiato con lui, molti altri compagni e Jackie Tyler nel TARDIS mentre rimorchiavano la Terra verso il solare sistema. Sarah Jane, la sua predecessore Jo Jones (nata Grant) e i loro rispettivi compagni hanno successivamente viaggiato momentaneamente nel TARDIS con l'Undicesimo Dottore nella serie Le avventure di Sarah Jane. L'Undicesimo Dottore tentò di offrire al Brigadiere Lethbridge-Stewart la possibilità di viaggiare ancora con lui, solo per scoprire della sua morte mesi prima.

## Famiglie e infanzia
Nell’era classica raramente gli amici e i familiari dei compagni del Dottore venivano mostrati e, comunque, venivano tenuti perlopiù all’oscuro della vera natura del Dottore e del TARDIS. Tra le eccezioni figurano la breve apparizione del futuro marito di Susan, David Campbell; Anne Chaplet, antenata di Dodo Chaplet; Edward, padre di Victoria Waterfield; Clifford Jones, futuro marito di Jo Grant; i vari collaboratori dei compagni alla UNIT; Sole, padre di Leela, e il suo futuro marito o amante Andred; Tegan Jovanka, zia di Vanessa, la sua nonna materna Andrew Verney e il cugino Colin Frazer; il padre di Nyssa, Tremas, e la sua matrigna Kassia; l’ex insegnante di matematica di Vislor Turlough, Lethbridge-Stewart; il patrigno di Peri Brown, Howard Foster, e il suo futuro marito King Yrcanos; l’ex amante di Ace McShane, Sabalom Glitz, sua nonna materna Kathleen Dudman, sua madre Audrey Dudman e Frank Dudman, fotografo della sua nonna materna; e Doris,  la seconda moglie del Brigadiere. Lo spin-off dell’era classica introduce Lavinia Smith, zia di Sarah Jane Smith (che era stata già menzionata nella serie originale), il suo fratello adottivo Brendan Richards, la figlia del Brigadiere Lethbridge-Stewart, Kate (che successivamente diventerà un personaggio ricorrente nella serie reboot) e il suo nipote Gordon.
Al contrario, le famiglie e gli amici della maggior parte dei compagni nella nuova era sono personaggi estremamente ricorrenti, e le avventure dei loro cari con il Dottore generalmente non sono tenute loro segrete. Sono inoltre introdotti diversi compagni legati ad altri compagni per sangue o matrimonio (il nonno di Donna Noble, Wilfred Mott; il fidanzato e successivamente marito di Amy Pond, Rory Williams, e la figlia della coppia River Song; l’ex di Rose, Mickey Smith,che poi sposa Martha Jones quando entrambi hanno smesso di viaggiare con il Dottore; Graham O'Brien e il nipote Ryan Sinclair). Nessun rapporto di questo tipo si è verificato tra i compagni nell'era classica, sebbene i compagni originali Ian Chesterton e Barbara Wright si sono sposati nel revival al termine dei loro viaggi, e anche Ben Jackson e Polly sono rimasti insieme. Anche le famiglie di alcuni compagni dell'era classica sono tornate nel reboot, come il nipote di Jo Grant (ora nota come Jo Jones), Santiago Jones; i genitori di Sarah Jane Smith, il figlio adottivo Luke Smith, la figlia adottiva Sky Smith, e il fidanzato di un'altra timeline Peter Dalton; e la figlia di Alistair Lethbridge-Stewart, Kate Stewart.
Un altro cambiamento nel reboot è la rappresentazione delle vite di molti compagni prima dell’arrivo del Dottore, in particolare la loro infanzia; nessun compagno era così raffigurato nell'era classica, tranne John Benton quando è stato temporaneamente "de-invecchiato" dal Maestro. I compagni Rose Tyler, Mickey Smith, Adelaide Brooke, Amy Pond, Rory Williams, River Song e Clara Oswald sono stati tutti interpretate da giovani da attori; le vite pre-compagnia della famiglia Pond-Williams-Song sono particolarmente ben raffigurate. Anche i compagni Jack Harkness e Sarah Jane Smith sono stati rappresentati da giovani nelle rispettive serie spin-off. Oltre ad essere stato ringiovanito una volta nell'era classica, John Benton fu il primo compagno di cui venne raccontata l'infanzia.

## Perdita dei compagni
Un tema ricorrente della nuova serie è l’impatto che hanno sul Dottore le varie perdite dei compagni. Mentre nella serie classica affronta il loro allontanamento più o meno tranquillamente, il reboot mostra che il Dottore ha più difficoltà a riprendersi quando un compagno lo lascia, specialmente quando lo fa in circostanze tragiche e se il Dottore ha sviluppato per lui/lei un forte legame emotivo ben oltre la semplice amicizia. Dopo aver perso Donna Noble, il Decimo Dottore per il dolore ha rifiutato di viaggiare con un altro compagno fisso fino a dopo la sua rigenerazione. Successivamente, la perdita di Amy e Rory Williams - i suoi storici accompagnatori - porta l'Undicesimo Dottore a una profonda depressione, tanto che si ritira nella Londra vittoriana dove si rifiuta di farsi coinvolgere negli affari del mondo. Inoltre, Uccidiamo Hitler mette in luce il continuo senso di colpa del Dottore per il destino di diversi suoi compagni del passato. Una sottotrama della nona stagione ha affrontato la crescente paura del Dodicesimo Dottore per la possibilità di perdere Clara Oswald (che avviene nella puntata Affrontare il corvo). La sua morte porta il Dottore a intraprendere misure estreme per annullare il suo destino, come mostrato nel finale della stagione. L'impatto della morte di sua moglie, River Song, è una sottotrama di I mariti di River Song e Il ritorno del dottor Mysterio.

## Lista dei compagni

### Prima serie

#### Primo Dottore
| Compagno       | Attore          | Stagioni           | Prima apparizione                    | Ultima apparizione      |
| -------------- | --------------- | ------------------ | ------------------------------------ | ----------------------- |
| Susan Foreman  | Carole Ann Ford | 1–2, speciale 1983 | La ragazza extraterrestre            | The Five Doctors        |
| Barbara Wright | Jacqueline Hill | 1-2                | La ragazza extraterrestre            | The Chase               |
| Ian Chesterton | William Russell | 1-2                | La ragazza extraterrestre            | The Power of the Doctor |
| Vicki          | Maureen O'Brien | 2–3                | The Rescue                           | The Myth Makers         |
| Steven Taylor  | Peter Purves    | 2–3                | The Chase                            | The Savages             |
| Katarina       | Adrienne Hill   | 3                  | The Myth Makers                      | The Daleks' Master Plan |
| Sara Kingdom   | Jean Marsh      | 3                  | The Daleks' Master Plan              | The Daleks' Master Plan |
| Dodo Chaplet   | Jackie Lane     | 3                  | The Massacre of St Bartholomew's Eve | The War Machines        |
| Polly          | Anneke Wills    | 3-4                | The War Machines                     | The Tenth Planet        |
| Ben Jackson    | Michael Craze   | 3-4                | The War Machines                     | The Tenth Planet        |

#### Secondo Dottore
| Compagno                      | Attore            | Stagioni      | Prima apparizione       | Ultima apparizione |
| ----------------------------- | ----------------- | ------------- | ----------------------- | ------------------ |
| Polly                         | Anneke Wills      | 4             | The Power of the Daleks | The Faceless Ones  |
| Ben Jackson                   | Michael Craze     | 4             | The Power of the Daleks | The Faceless Ones  |
| Jamie McCrimmon               | Frazer Hines      | 4-6, 22       | The Highlanders         | The Two Doctors    |
| Victoria Waterfield           | Deborah Watling   | 4-5           | The Evil of the Daleks  | Fury from the Deep |
| Zoe Heriot                    | Wendy Padbury     | 5-6           | The Wheel in Space      | The War Games      |
| Brigadiere Lethbridge-Stewart | Nicholas Courtney | Speciale 1983 | I cinque Dottori        | I cinque Dottori   |

#### Terzo Dottore
| Compagno         | Attore           | Stagioni          | Prima apparizione    | Ultima apparizione |
| ---------------- | ---------------- | ----------------- | -------------------- | ------------------ |
| Liz Shaw         | Caroline John    | 7                 | Spearhead from Space | Inferno            |
| Jo Grant         | Katy Manning     | 8-10              | Terror of the Autons | The Green Death    |
| Sarah Jane Smith | Elisabeth Sladen | 11, speciale 1983 | The Time Warrior     | The Five Doctors   |

##### UNIT
I seguenti tre personaggi sono associati con la UNIT durante il periodo di esilio del Terzo Dottore sulla Terra e spesso sono considerati compagni nonostante le loro apparizioni discontinue:
| Compagno                      | Attore            | Stagioni | Prima stagione           | Ultima apparizione    |
| ----------------------------- | ----------------- | -------- | ------------------------ | --------------------- |
| Brigadiere Lethbridge-Stewart | Nicholas Courtney | 7-11     | Spearhead from Space     | Planet of the Spiders |
| Sergente John Benton          | John Levene       | 7-11     | The Ambassadors of Death | Planet of the Spiders |
| Capitano Mike Yates           | Richard Franklin  | 8-11     | Terror of the Autons     | Planet of the Spiders |

#### Quarto Dottore
| Compagno         | Attore                              | Stagioni             | Prima apparizione     | Ultima apparizione    |
| ---------------- | ----------------------------------- | -------------------- | --------------------- | --------------------- |
| Sarah Jane Smith | Elisabeth Sladen                    | 12–14                | Robot                 | The Hand of Fear      |
| Harry Sullivan   | Ian Marter                          | 12–13                | Robot                 | Terror of the Zygons  |
| Leela            | Louise Jameson                      | 14–15                | The Face of Evil      | The Invasion of Time  |
| K-9              | John Leeson / David Brierley (voci) | 15–18                | The Invisible Enemy   | Warriors' Gate        |
| Romana I         | Mary Tamm                           | 16                   | The Ribos Operation   | The Armageddon Factor |
| Romana II        | Lalla Ward                          | 17–18, speciale 1983 | Destiny of the Daleks | The Five Doctors      |
| Adric            | Matthew Waterhouse                  | 18                   | Full Circle           | Logopolis             |
| Nyssa            | Sarah Sutton                        | 18                   | Logopolis             | Logopolis             |
| Tegan Jovanka    | Janet Fielding                      | 18                   | Logopolis             | Logopolis             |

#### Quinto Dottore
| Compagno        | Attore              | Stagioni | Prima apparizione | Ultima apparizione         |
| --------------- | ------------------- | -------- | ----------------- | -------------------------- |
| Adric           | Matthew Waterhouse  | 19       | Castrovalva       | Earthshock                 |
| Nyssa           | Sarah Sutton        | 19-20    | Castrovalva       | Terminus                   |
| Tegan Jovanka   | Janet Fielding      | 19-21    | Castrovalva       | Resurrection of the Daleks |
| Vislor Turlough | Mark Strickson      | 20-21    | Mawdryn Undead    | Planet of Fire             |
| Kamelion        | Gerald Flood (voce) | 20-21    | The King's Demons | Planet of Fire             |
| Peri Brown      | Nicola Bryant       | 21       | Planet of Fire    | The Caves of Androzani     |

#### Sesto Dottore
| Compagno   | Attore          | Stagioni | Prima apparizione                                | Ultima apparizione                         |
| ---------- | --------------- | -------- | ------------------------------------------------ | ------------------------------------------ |
| Peri Brown | Nicola Bryant   | 21-23    | The Twin Dilemma                                 | The Trial of a Time Lord: Mindwarp         |
| Mel Bush   | Bonnie Langford | 23       | The Trial of a Time Lord: Terror of the Vervoids | The Trial of a Time Lord: The Ultimate Foe |

#### Settimo Dottore
| Compagno | Attore          | Stagioni | Prima apparizione | Ultima apparizione |
| -------- | --------------- | -------- | ----------------- | ------------------ |
| Mel Bush | Bonnie Langford | 24       | Time and the Rani | Dragonfire         |
| Ace      | Sophie Aldred   | 24-26    | Dragonfire        | Survival           |

### Film per la TV

#### Ottavo Dottore
| Compagno       | Attore          | Apparizione |
| -------------- | --------------- | ----------- |
| Grace Holloway | Daphne Ashbrook | Doctor Who  |

### Seconda serie

#### Nono Dottore
| Compagno               | Attore         | Stagioni | Prima apparizione | Ultima apparizione                    |
| ---------------------- | -------------- | -------- | ----------------- | ------------------------------------- |
| Rose Tyler             | Billie Piper   | 1        | Rose              | Padroni dell'universo (seconda parte) |
| Adam Mitchell          | Bruno Langley  | 1        | Dalek             | La lunga partita                      |
| Capitano Jack Harkness | John Barrowman | 1        | Il bambino vuoto  | Padroni dell'universo (seconda parte) |

#### Decimo Dottore
| Compagno                | Attore           | Stagioni           | Prima apparizione                 | Ultima apparizione                |
| ----------------------- | ---------------- | ------------------ | --------------------------------- | --------------------------------- |
| Rose Tyler              | Billie Piper     | 2, 4               | L'invasione di Natale             | La fine del viaggio               |
| Mickey Smith            | Noel Clarke      | 2, 4               | Una vecchia amica                 | La fine del viaggio               |
| Donna Noble             | Catherine Tate   | Speciale 2006, 4   | La sposa perfetta                 | La fine del viaggio               |
| Martha Jones            | Freema Agyeman   | 3-4                | Alieni sulla luna                 | La fine del viaggio               |
| Capitano Jack Harkness  | John Barrowman   | 3-4                | Utopia                            | La fine del viaggio               |
| Astrid Peth             | Kylie Minogue    | Speciale 2007      | Il viaggio dei dannati            | Il viaggio dei dannati            |
| Sarah Jane Smith        | Elisabeth Sladen | 4                  | La terra rubata                   | La fine del viaggio               |
| Jackson Lake            | David Morrissey  | Speciali 2008-2010 | Un altro Dottore                  | Un altro Dottore                  |
| Lady Christina de Souza | Michelle Ryan    | Speciali 2008-2010 | Il pianeta dei morti              | Il pianeta dei morti              |
| Adelaide Brooke         | Lindsay Duncan   | Speciali 2008-2010 | L'acqua di Marte                  | L'acqua di Marte                  |
| Wilfred Mott            | Bernard Cribbins | Speciali 2008-2010 | La fine del tempo (seconda parte) | La fine del tempo (seconda parte) |

#### Undicesimo Dottore
| Compagno      | Attore         | Stagioni        | Prima apparizione        | Ultima apparizione            |
| ------------- | -------------- | --------------- | ------------------------ | ----------------------------- |
| Amy Pond      | Karen Gillan   | 5-7             | L'undicesima ora         | Gli angeli prendono Manhattan |
| Rory Williams | Arthur Darvill | 5-7             | L’undicesima ora         | Gli angeli prendono Manhattan |
| River Song    | Alex Kingston  | 6               | L'astronauta impossibile | Il matrimonio di River Song   |
| Craig Owens   | James Corden   | 6               | Orario di chiusura       | Orario di chiusura            |
| Clara Oswald  | Jenna Coleman  | 7-speciale 2013 | I pupazzi di neve        | Il tempo del Dottore          |

#### Dodicesimo Dottore
| Compagno     | Attore        | Stagioni      | Prima apparizione              | Ultima apparizione     |
| ------------ | ------------- | ------------- | ------------------------------ | ---------------------- |
| Clara Oswald | Jenna Coleman | 8-9           | Un respiro profondo            | C'era due volte        |
| River Song   | Alex Kingston | Speciale 2015 | I mariti di River Song         | I mariti di River Song |
| Nardole      | Matt Lucas    | 10            | Il ritorno del Dottor Mysterio | C'era due volte        |
| Bill Potts   | Pearl Mackie  | 10            | Il pilota                      | C'era due volte        |

#### Tredicesimo Dottore
| Compagno       | Attore        | Stagioni | Prima apparizione                      | Ultima apparizione       |
| -------------- | ------------- | -------- | -------------------------------------- | ------------------------ |
| Graham O'Brien | Bradley Walsh | 11-12    | La donna che cadde sulla terra         | Revolution of the Daleks |
| Ryan Sinclair  | Tosin Cole    | 11-12    | La donna che cadde sulla terra         | Revolution of the Daleks |
| Yasmin Khan    | Mandip Gill   | 11-13    | La donna che cadde sulla terra         | The Power of the Doctor  |
| Dan Lewis      | John Bishop   | 13       | Chapter One - The Halloween Apocalypse | The Power of the Doctor  |

### Terza serie

#### Quindicesimo Dottore
| Compagno        | Attore        | Stagioni | Prima apparizione        | Ultima apparizione     |
| --------------- | ------------- | -------- | ------------------------ | ---------------------- |
| Ruby Sunday     | Millie Gibson | 1-2      | The Church on Ruby Road  | La guerra della realtà |
| Belinda Chandra | Varada Sethu  | 2        | La rivoluzione dei robot | La guerra della realtà |

## Morte dei compagni
Nel corso della serie alcuni dei compagni sono morti; Katarina si sacrifica durante la terza stagione nel tenere aperta la camera d’aria per salvare gli amici dal folle fuggitivo Kirksen, finendo risucchiata nel vuoto dello spazio. Nella stessa stagione, Sara Kingdom è stata invecchiata e ridotta in polvere da un Distruttore del Tempo. Durante il tentativo di Adric di deviare un'astronave dallo schiantarsi sulla Terra, un Cyberman ne distrusse i controlli; finirono quindi per schiantarsi sul pianeta, creando il cratere Chicxulub e causando l'evento di estinzione K-Pg (adempiendo alla profezia dei Siluriani e facilitando l’evoluzione dei mammiferi). L’androide Kamelion, dopo essere finito sotto il controllo del Maestro, convince il Dottore a distruggerlo. Astrid Peth si sacrifica per uccidere Max Capricorn, salvando milioni di vite sull’astronave RMS Titanic e Londra. Prima che la compagnia di River Song diventi ufficiale, la donna si sacrifica per salvare gli amici intrappolati nelle simulazioni dei computer della Libreria; il Dottore salva la sua conoscenza nel server della libreria, dal quale riesce successivamente a comunicare attraverso il tempo e lo spazio con Madame Vastra, Jenny Flint, Strax e Clara Oswald ne Il nome del Dottore. Adelaide Brooke viene salvata con parte della sua squadra dal Dottore, il quale cambia un punto fisso del tempo per farlo; dopo averlo scoperto, Brooke si suicida affinché i suoi pronipoti esplorino la galassia e amplino le conoscenze dell’universo com’era prestabilito dalla linea temporale originale. Rory Williams viene toccato da un Angelo Piangente e mandato indietro nel tempo; sua moglie Amy Pond si lascia a sua volta prendere dalla creatura per non lasciare il marito, quindi i due si ricongiungono e conducono una vita serena nel passato, morendo e venendo seppelliti a New York, nel Queens. Due diverse incarnazioni di Clara Oswald sono morte per salvare il Dottore: la prima durante uno scontro con la governante di ghiaccio nella vigilia di Natale del 1892, precipitando da una nuvola su cui era parcheggiato il TARDIS, la seconda (chiamata Oswin Oswald) disabilitando gli scudi sul pianeta dei Dalek per permettere al Dottore, Amy e Rory di scappare.
Tuttavia, non tutte le morti dei compagni sono state permanenti; Jack Harkness è stato reso immortale da Rose Tyler, motivo per cui torna in vita da ogni morte. Rory Williams ha avuto diverse morti, tutte cancellate da timeline alternative, paradossi, resurrezioni grazie a medicine aliene miracolose o a ricreazioni dell’universo. Clara Oswald è morta nell’episodio Affrontare il corvo, ma successivamente il Dottore ha congelato il tempo un attimo prima della sua uccisione portandola via dalla linea temporale; sebbene sia tecnicamente salva, non è né viva né morta poiché il suo battito cardiaco è bloccato. Decide comunque di viaggiare su un TARDIS rubato assieme all’immortale Ashildr per un tempo indeterminato prima di tornare a morire sulla linea temporale originale.
Altri compagni sono morti in tempi alterni o vite alternative; Alistair Lethbridge-Stewart, Liz Shaw e John Benton morirono tutti nella distruzione della Terra nel loro universo. Sarah Jane Smith, suo figlio Luke Smith, Maria Jackson e Clyde Langer sono morti mentre cercavano di fermare il Plasmavore e il Judoon al Royal Hope Hospital sulla Luna nell'universo parallelo di Gira a sinistra. Nella stessa storia, Martha Jones è morta soffocata dopo aver ceduto il suo ossigeno al compagno di classe / collega Oliver Morgenstern mentre era sulla Luna. Anche l'adolescente Sarah Jane Smith è morta dopo essere caduta da un molo al posto della sua amica, Andrea Yates; Maria Jackson convince l'adulto Yates a correggere la sequenza temporale, riportando in vita Sarah Jane. Dopo essere sopravvissuta per decenni in un ospedale alieno mortale per gli umani, Amy Pond ha costretto Rory Williams a bloccarla fuori dal TARDIS per proteggere la sua io più giovane e permettere a quest'ultima di vivere con Rory, lasciandosi morire. In un’occasione Amy e Rory saltarono insieme da un grattacielo a New York per uccidersi, percependo che così facendo avrebbe creato un paradosso e si sarebbero liberati di quella linea temporale.
Diversi altri compagni sono morti dopo i loro viaggi con il Dottore; la morte di Sir Alistair Lethbridge-Stewart mesi prima è stata rivelata in Le nozze di River Song, e in seguito è stato ricordato con affetto da sua figlia e dall'Undicesimo Dottore.
Quando la serie è stata rilanciata nel 2005, il Dottore credeva di essere l'unico Signore del Tempo ad essere sopravvissuto all'Ultima Grande Guerra del Tempo, ciò significa che probabilmente ritiene che Susan Foreman e Romana siano state uccise e che Leela, che si è stabilita su Gallifrey, sia morta quando il pianeta è stato distrutto nell'Ultima Grande Guerra del Tempo. Tuttavia, l'episodio del cinquantesimo anniversario Il giorno del dottore rivela che il pianeta esiste ancora in un universo tascabile separato, lasciando il loro destino incerto. Vicki lasciò il Primo Dottore intorno al 1250 a.C. e divenne leggenda come Cressida.

### Lista dei compagni morti
Nel corso della serie ci sono state diverse occasioni in cui alcuni compagni sono morti durante le loro avventure con il Dottore:
- Katarina, uccisa nel quarto episodio de The Daleks’ Master Plan aprendo la camera d’aria di un’astronave e venendo espulsa nello spazio dopo essere stata presa in ostaggio.
- Sara Kingdom, uccisa nel dodicesimo episodio de The Daleks’ Master Plan quando subisce un invecchiamento estremo come effetto collaterale dell'attivazione da parte del Primo Dottore di un dispositivo chiamato “Distruttore Temporale”.
- Adric, morto alla fine del quarto episodio de Earthshock nell’esplosione di una nave spaziale da carico piena di bombe all’entrata dell’atmosfera terrestre.
- Kamelion, un androide compagno, distrutto dal Quinto Dottore nel quarto episodio de Planet of Fire su sua stessa richiesta dopo essere stato posto sotto il controllo del Maestro.
- Il robot K-9 Mark III si sacrifica in Una vecchia amica per salvare il Decimo Dottore e i suoi amici da un gruppo di alieni ostili; il robot K-9 Mark IV, che il Dottore lascia a Sarah Jane, contiene i file del suo predecessore.
- Astrid Peth, sacrificatasi per uccidere Max Capricorn investendolo e spingendolo nel nucleo di un reattore al termine de Il viaggio dei dannati. Il Decimo Dottore la riporta parzialmente in vita e manda i suoi atomi a fluttuare nello spazio per esaudire il suo desiderio di viaggiare per l’universo.
- Adelaide Brooke viene salvata dal Decimo Dottore da un incidente su Marte nel quale sarebbe dovuta morire (L’acqua di Marte); così facendo cambia però un punto fisso nel tempo, quindi Adelaide si suicida rientrata a casa per mantenere intatta la linea temporale.
- Al termine de Gli angeli prendono Manhattan, Rory Williams viene preso da un Angelo Piangente e trasportato indietro nel tempo. Non potendo riportarlo nel presente, sua moglie Amy Pond si fa prendere a sua volta per raggiungerlo. Una lapide nel presente riporta che sono entrambi morti, Amy a 87 anni e Rory a 82 anni.
- Clara Oswald è uccisa da un’ombra quantica in Affrontare il corvo. Ne Piegato dall’Inferno il Dodicesimo Dottore usa la tecnologia dei Signori del Tempo per “estrarre” Clara dal momento prima della sua morte. Nonostante abbia la fisionomia congelata e priva di battito cardiaco, pertanto può viaggiare a tempo indeterminato, la sua morte è comunque un punto fisso del tempo a cui dovrà prima o poi fare ritorno.
- Bill Potts è uccisa con un colpo di pistola da uno degli ultimi membri di una nave spaziale colonica in quanto essere umana, per fermare l’avanzata dei Cybermen, ne Tutto il tempo del mondo. Successivamente viene convertita in un Cybermen e, ne La caduta del Dottore, recupera la sua forma umana e viene trasformata in una creatura acquatica dal suo interesse amoroso Heather decidendo di viaggiare nell’universo con lei.

Solo Adric, Clara, Amy, Rory e Bill erano attuali compagni “a lungo termine” del Dottore al momento della loro morte. Tutti gli altri elencati sono apparsi e morti nello stesso arco narrativo (Sara, Astrid, Adelaide), oppure in una loro apparizione secondaria (Katarina, Kamelion, K-9 Mark III).
Riguardo agli altri compagni, la loro morte è stata implicita o dichiarata anni dopo che hanno viaggiato con il Dottore; ad esempio l’Undicesimo Dottore scopre della morte del Brigadiere Lethbridge-Stewart in Il matrimonio di River Song via cellulare, in coincidenza con la morte dell’attore che lo ha interpretato, Nicholas Courtney.

### Mitigati
- In The Trial of a Time Lord, Peri Brown è ucciso da re Yrcanos in Mindwarp dopo che il suo cervello è stato sostituito con quello di Kiv, un membro della razza Mentor. Tuttavia, in The Ultimate Foe è rivelato che Peri è ancora viva ed è diventata la consorte di Yrcanos.
- Grace Holloway è uccisa dal Maestro ma torna in vita grazie al collegamento tra il TARDIS e l’Occhio dell’Armonia nel film del 1996.
- Jack Harkness è ucciso dai Dalek, ma Rose Tyler lo riporta in vita e gli dona l’immortalità in Padroni dell’universo. Da quel momento Jack subisce diverse morti tra Doctor Who e Torchwood, sempre tornando in vita poco dopo. Ne Gli ultimi Signori del Tempo viene fatto intendere che Jack diventerà Faccia di Boe, il quale muore pacificamente in L’ingorgo dopo aver vissuto per bilioni di anni.
- River Song si sacrifica in Frammenti di memoria per salvare la vita del Dottore, poi lui salva una copia digitale della sua conoscenza nel database. River continua ad apparire nella serie in momenti passati della sua vita, mentre la sua conoscenza post-mortem è presente ne Il nome del Dottore.
- Sarah Jane Smith muore da adolescente in una versione alternativa di Cos’è successo a Sarah Jane?.
- Rory viene ucciso dai Siluriani al termine di Sangue freddo, sacrificandosi per proteggere il Dottore. Il suo corpo è poi consumato da una crepa temporale, cancellandolo dall’esistenza e dai ricordi di tutti meno che del Dottore. Riappare ne La Pandorica si apre come duplicato autone creato dalla memoria di Amy Pond; viene poi ripristinato alla sua vita assieme al resto dell’universo in Il Big Bang.
- Ne Gli angeli prendono Manhattan si vede Rory morire di vecchiaia di fronte al sé stesso più giovane, Amy, l’Undicesimo Dottore e sua figlia River Song. Lui ed Amy cancellano tale linea temporale saltando da un tetto, impedendogli di essere mandato nel passato. Sia lui che Amy muoiono, ma poi tornano in vita poiché la timeline in cui si sono uccisi è stata annullata.
- Una versione più vecchia di Amy Pond è uccisa da un robot in La ragazza che ha aspettato, il quale le inietta una medicina letale per gli umani. La sua linea temporale è cancellata quando il Dottore e Rory la convincono ad aiutarli a salvare la sua lei più giovane.

### Mondi paralleli
- Nel mondo parallelo di Gira a sinistra sono rivelate le morti di Sarah Jane Smith, Luke Smith, Clyde Langer, Maria Jackson e Martha Jones.

### Media spin-off
Diversi compagni sono morti nei vari media spin off di Doctor Who:
- Liz Shaw è morta nel racconto Eternity Weeps del Virgin New Adventures di Jim Mortimore, vittima di un virus extraterrestre contratto mentre parte dell’UNIT team di investigazione esaminava un artefatto alieno sulla luna. Successivamente tale episodio è contraddetto ne Le avventure di Sarah Jane, in cui è affermato che Liz è ancora viva e lavora sulla luna.
- Ace viene uccisa in un’esplosione nella storyline a fumetti Ground Zero, mentre è ancora compagna del Settimo Dottore. Anche la sua morte è negata ne Le avventure di Sarah Jane, dove si indica che è ancora viva e dirige un ente di beneficenza chiamato ACE da quando ha smesso di viaggiare con il Dottore.
- Jamie McCrimmon muore di vecchiaia nel fumetto The World Shapers.
- Adam Mitchell è ucciso da un’esplosione nel fumetto Prisoners of Time, sacrificandosi per contrastare il tentativo del Maestro di distruggere la realtà e salvare tutti gli undici Dottori con i loro compagni.
- Leela muore qualche tempo dopo la distruzione di Gallifrey (è implicato che sia sopravvissuta alla Guerra del Tempo), in una trilogia dedicata alla conclusione degli archi narrativi di alcuni compagni.